# Ouman
Ouman (en ukrainien et en russe : Умань, en polonais : Humań) est une ville de l'oblast de Tcherkassy, en Ukraine, et le centre administratif du raïon d'Ouman. Sa population s'élève à 87 111 habitants en 2013.

## Géographie
Bâtie au confluent des rivières Kamenka et Oumanka, Ouman doit son nom au deuxième de ces deux cours d'eau. Ouman se trouve à 155 km au sud-ouest de Tcherkassy.

## Histoire
Place forte importante au XVIIe siècle, Ouman est bâtie par la république des Deux Nations pour repousser les invasions des Tatars.
Un massacre de Juifs et de Polonais y est perpétré en 1768 par des rebelles ukrainiens.
Elle est le siège de la riche dynastie des Potocki jusqu'en 1824, lorsqu'Ouman est intégrée à l'Empire russe. De nombreuses résidences aristocratiques y sont construites à cette époque ainsi que le célèbre parc Sofiivka (150 hectares), qui doit son nom à Sophie, la troisième femme du comte Stanislas Potocki .
La ville est également le point de résidence d'une importante communauté juive au XVIIIe et, au XIXe siècle, se trouve dans la zone de résidence russe. Aujourd'hui encore, le pèlerinage des Juifs hassidiques sur la tombe du rabbin Nahman de Bratslav attire des milliers de fidèles chaque année, en particulier lors de la fête de Roch Hachana.
Pendant la Seconde Guerre mondiale, lors de l'opération Barbarossa, le 12 août 1941, trois armées soviétiques furent anéanties autour d'Ouman par le Groupe d'armées Sud. Le 28 Hitler et Mussolini visitent Ouman.

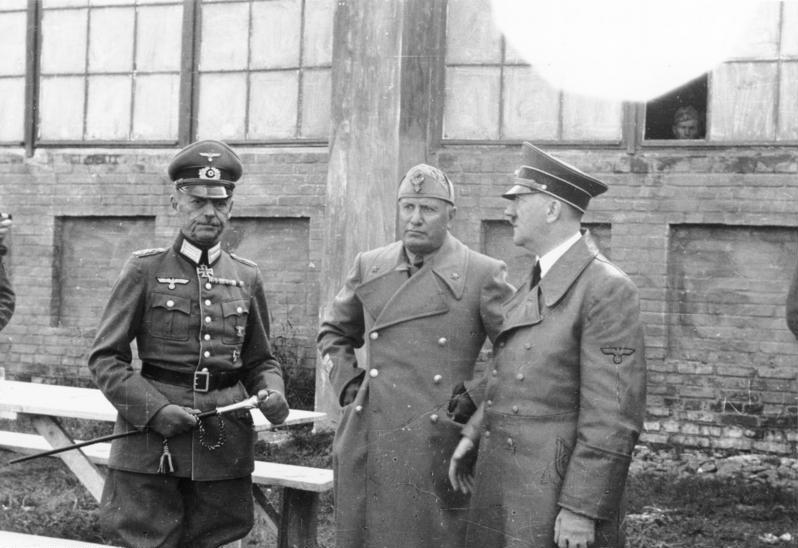
28 août 1941, von Runsdstedt, Mussolini et Hitler.

La Wehrmacht était suivie par des unités de l'Einsatzgruppe C. En 1939, quelque 13 000 Juifs vivaient à Ouman, mais une partie avait eu le temps de fuir la ville. L'Einsatzkommando 5 de l'Einsatzgruppe C avait prévu d'assassiner 8 000 Juifs les 22 et 23 septembre 1941. Cependant, la milice collaborationniste ukrainienne et des soldats de la Wehrmacht commencèrent à agresser les Juifs d'Ouman dès le 21 septembre, tuant au hasard, surtout pour piller leurs habitations et violer leurs épouses ou filles. De nombreux Juifs s'enfuirent alors dans la campagne par crainte de nouvelles atrocités. L'Einsatzkommando 5 déclara plus tard dans un rapport n'avoir tué « que » 1 412 Juifs. Le nombre total de Juifs tués à Ouman est incertain. Selon certaines estimations, 6 000 autres Juifs furent tués par la suite, beaucoup le 8 octobre 1941. Ces meurtres font partie de la « Shoah par balles ». Parmi les fuyards, une majorité rejoignit les partisans juifs, préférant mourir au combat qu'assassinés. La ville fut libérée le 6 mars 1944 par le deuxième front ukrainien de l'Armée rouge.
Après la guerre, Ouman devint un important centre industriel et minier, également réputé pour la fabrication d'instruments scientifiques. Mais la plupart des 5 000 Juifs survivants ou revenus en ville, émigrèrent vers Israël dans les dix années suivantes ; des Ukrainiens poussés par l'exode rural les remplacèrent.

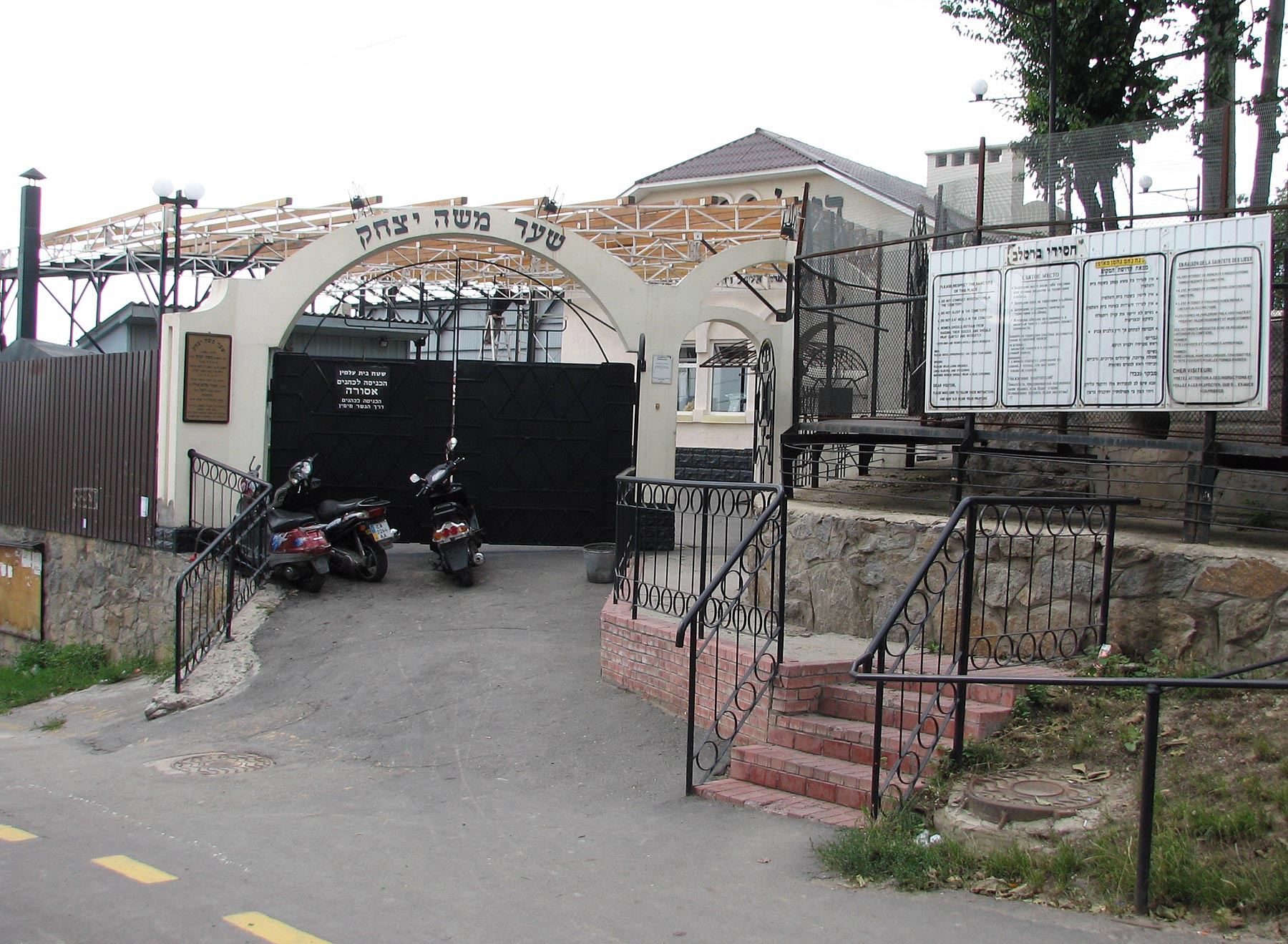
tombe de Rabbi Nachman à Ouman.

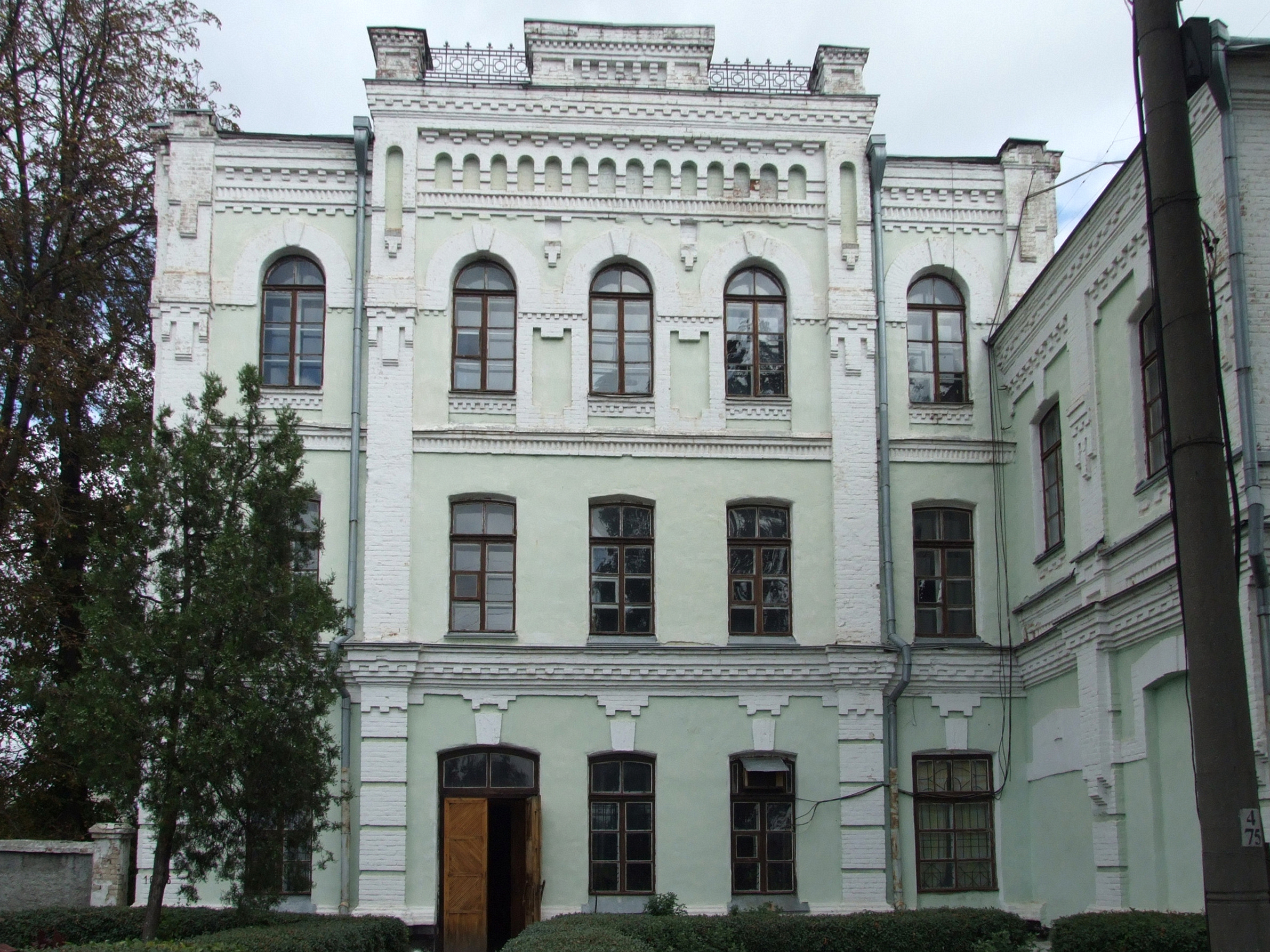
gare d'Ouman classée.

### Guerre russo-ukrainienne(2014 - en cours )
- Au cours de l'invasion russe de l'Ukraine 2022, Ouman a été bombardée par l'artillerie russe, tuant une jeune cycliste. L'incident a été filmé[5].

- Dans le cadre de l'invasion russe sur le territoire ukrainien, une série d'attaques meurtrières ont eu lieu à l’encontre la population civile. À Ouman, dans le centre de l'Ukraine, dans la nuit du jeudi au vendredi 28 avril 2023, des frappes de missiles de croisière russes ont atteint vendredi des immeubles d’habitation, au moins 23 personnes sont mortes, selon les autorités. Dans cette ville qui avait été “largement épargnée par les attaques russes”, un immeuble d’habitation de neuf étages s’est partiellement effondré après avoir été touché par un missile, rapporte la BBC[6].

## Population

### Démographie
Recensements (*) ou estimations de la population :
| 1860   | 1897*  | 1923*  | 1926*  | 1939*  |
| ------ | ------ | ------ | ------ | ------ |
| 10 100 | 31 016 | 40 736 | 43 821 | 44 384 |

| 1959*  | 1970*  | 1979*  | 1989*  | 2001*  |
| ------ | ------ | ------ | ------ | ------ |
| 44 546 | 63 378 | 78 897 | 90 596 | 88 735 |

| 2009   | 2010   | 2011   | 2012   | 2013   |
| ------ | ------ | ------ | ------ | ------ |
| 87 729 | 87 836 | 87 437 | 87 425 | 87 111 |

### Composition ethnique
La composition ethnique de la population d'Ouman a considérablement évolué entre 1926 et 1959 car la plupart des Juifs ont disparu dans la Shoah.
|            | Recensement de 1926 | Recensement de 1959 |
| ---------- | ------------------- | ------------------- |
| Ukrainiens | 43,3 %              | 76,5 %              |
| Juifs      | 49,5 %              | 5,0 %               |
| Russes     | 4,6 %               | 16,0 %              |

## Économie
Elle est reliée par chemin de fer avec la gare d'Ouman. Les principales entreprises d'Ouman sont :
- Oumanfermmach (en ukrainien : Уманьферммаш) : mise en service en 1970, fabrique des équipements agricoles, 2 155 salariés (2006)[8].
- Oumanski Zavod Megommetr (en russe : Уманский завод Мегомметр) : voltmètres et appareils de mesure du courant électrique, etc. Elle emploie 1 250 salariés (2006)[9].
- La base aérienne d'Ouman terrain d'entrainement de l'Université nationale de la Force aérienne Ivan Kojedoub.

## Lieux d'intérêt
Le musée d’histoire locale d’Ouman.

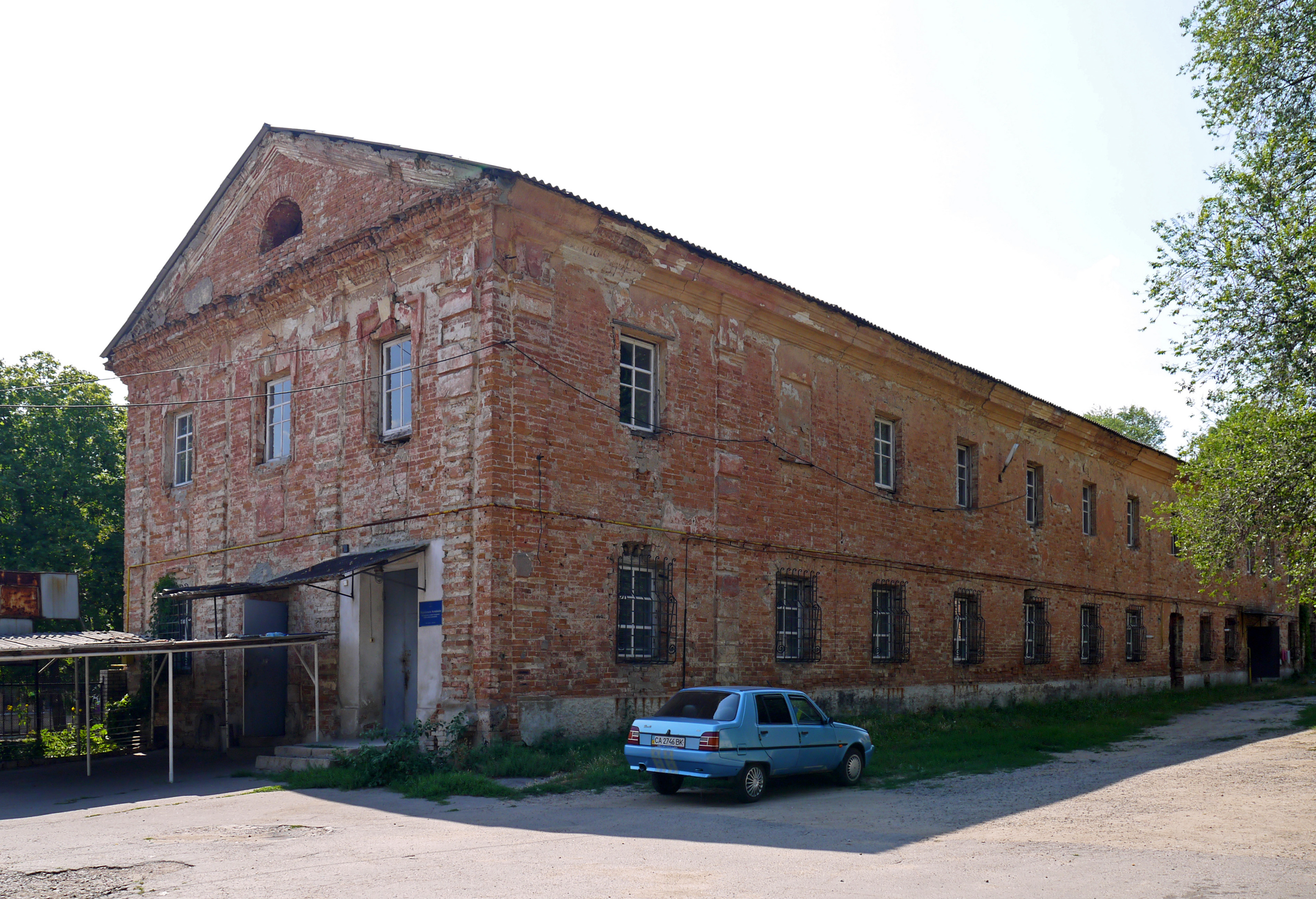
Monastère classé[4],
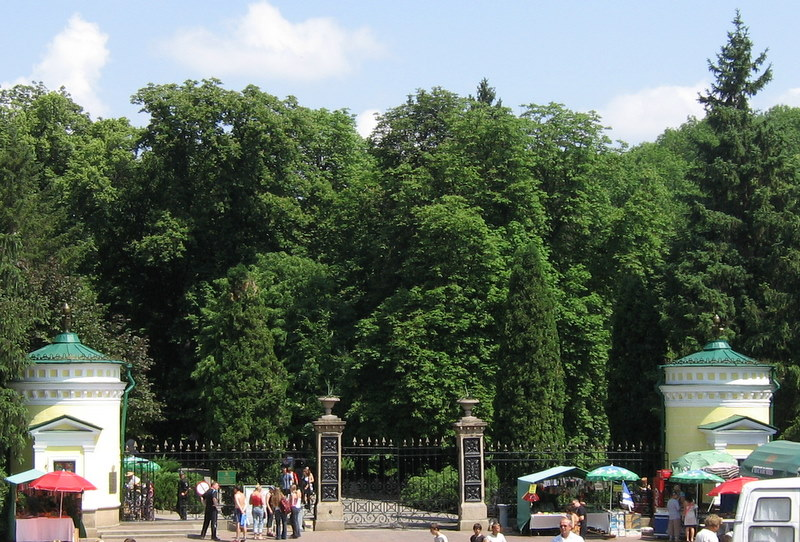
Le parc Sofievka classé[10],[11],
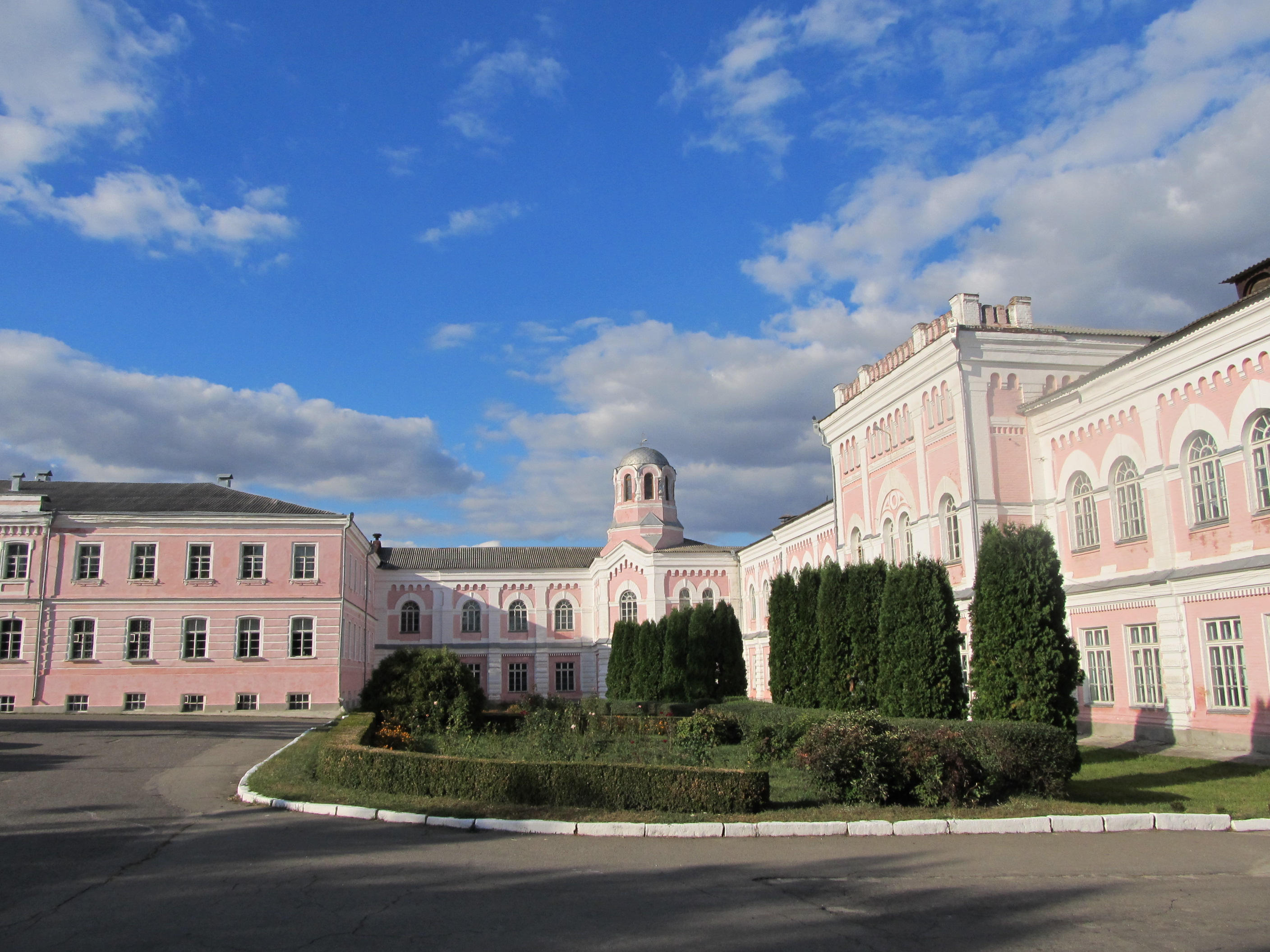
université d'horticulture classé[12],
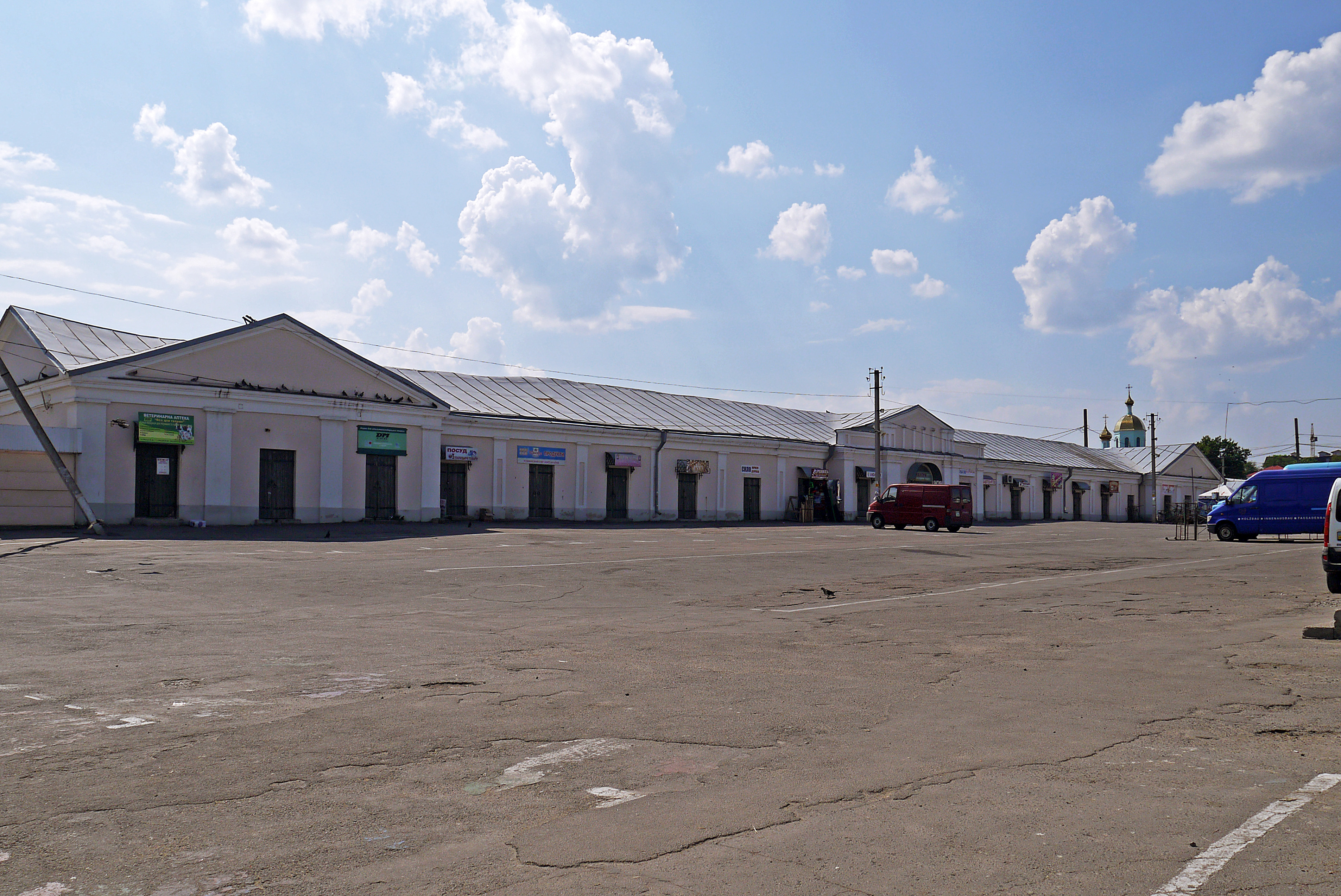
marché couvert classé[13],
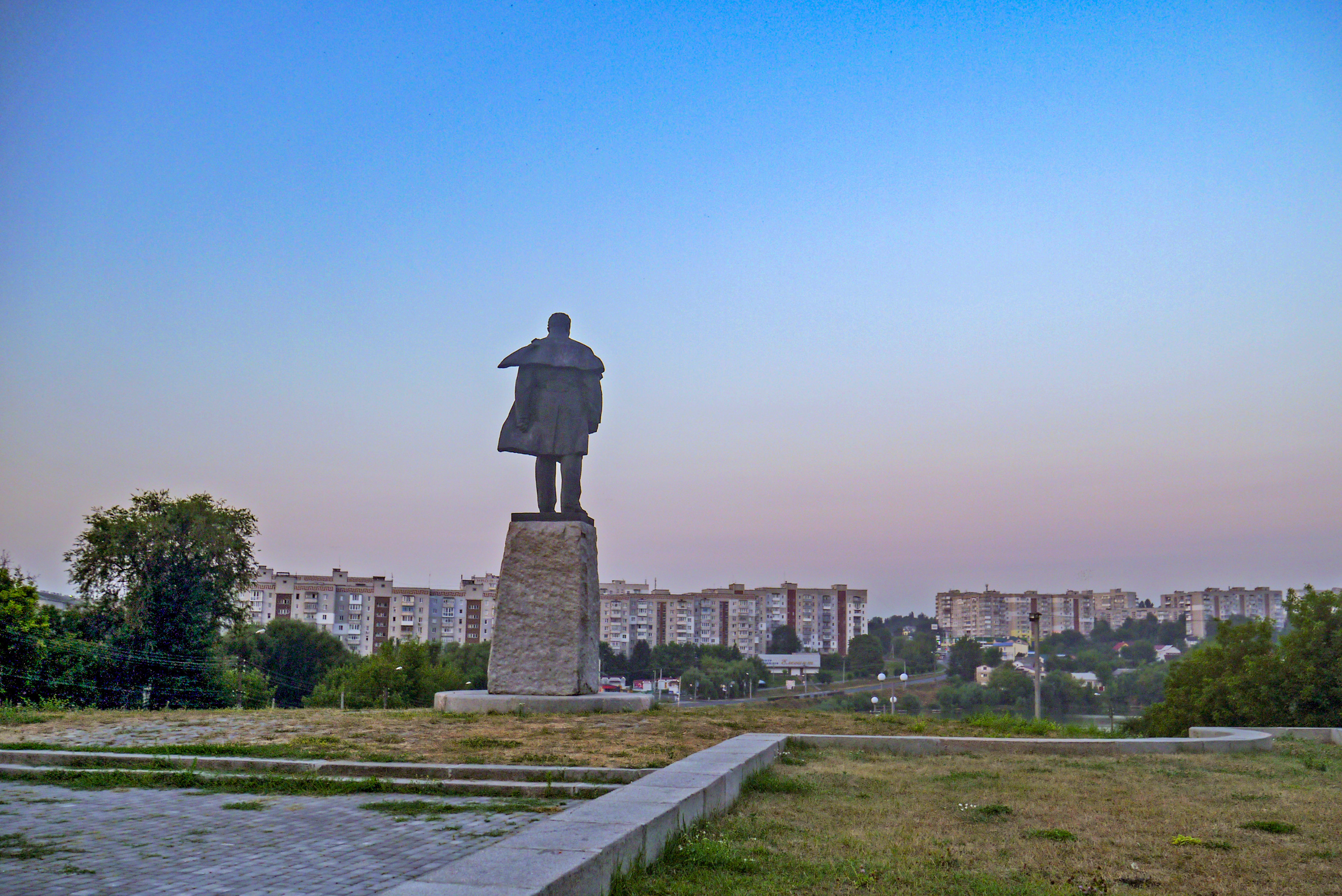
monument à Taras Chevtchenko classé[14],
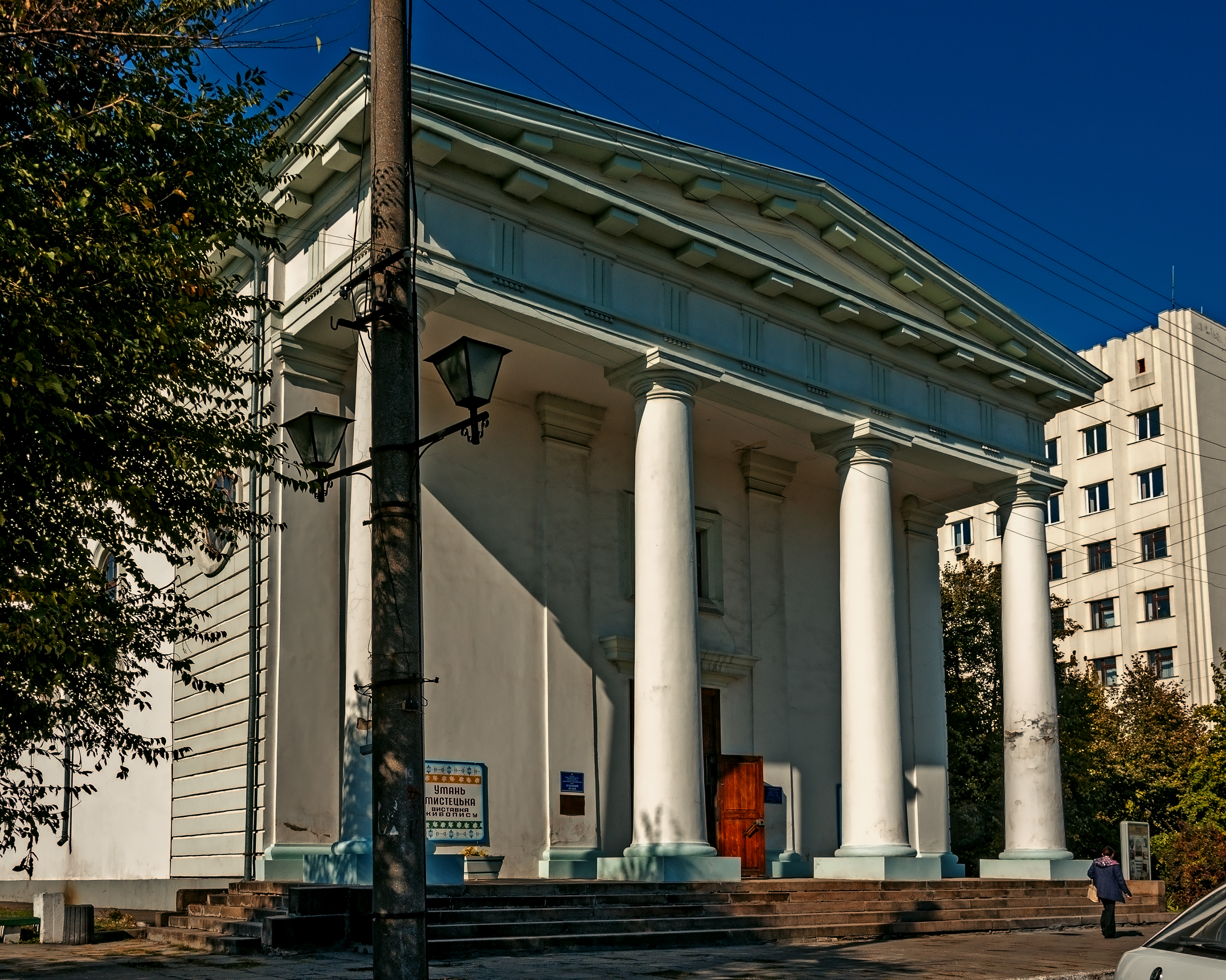
l'église de l'Assomption classée[15],
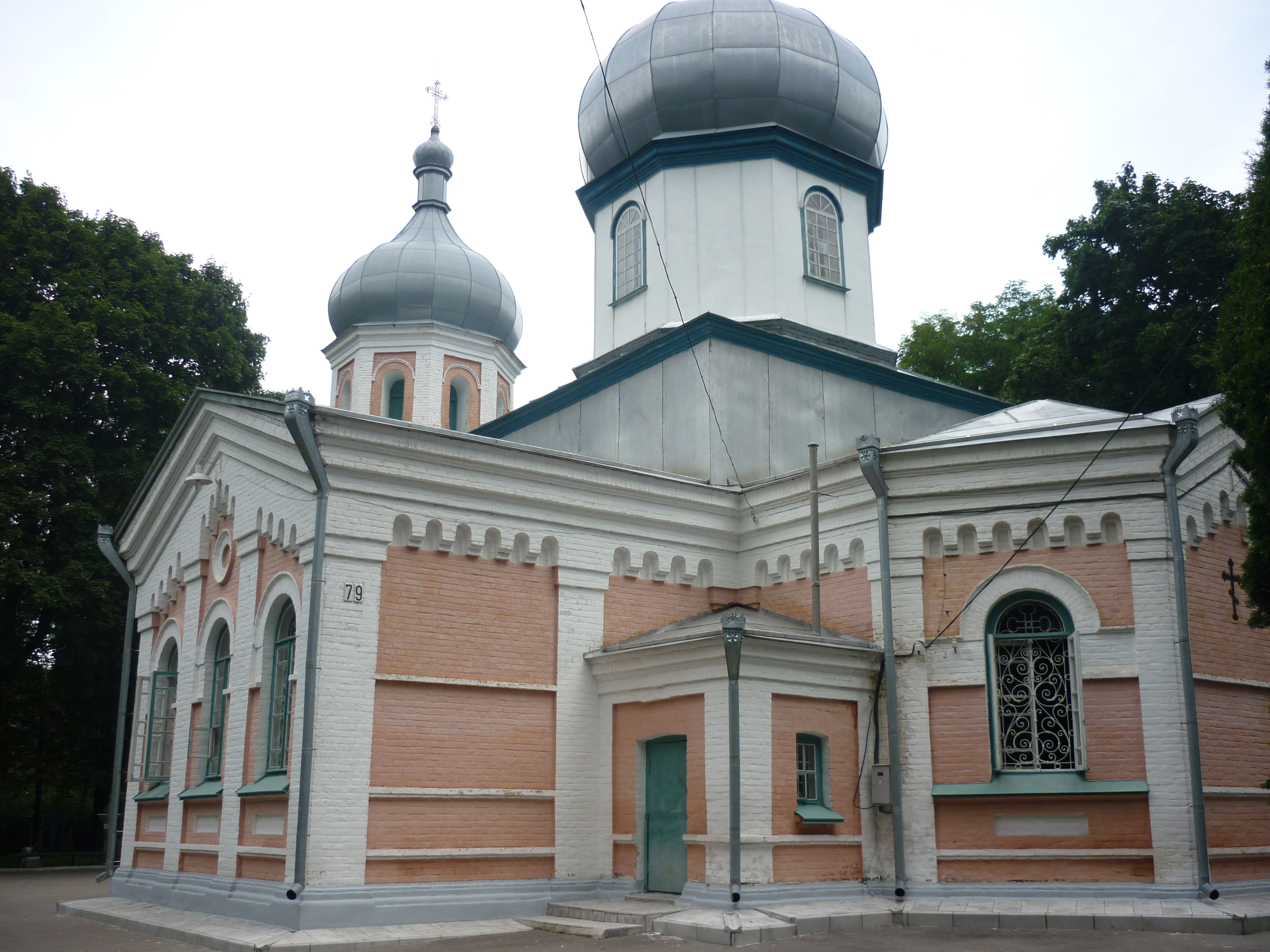
l'église de la Dormition classée[16],
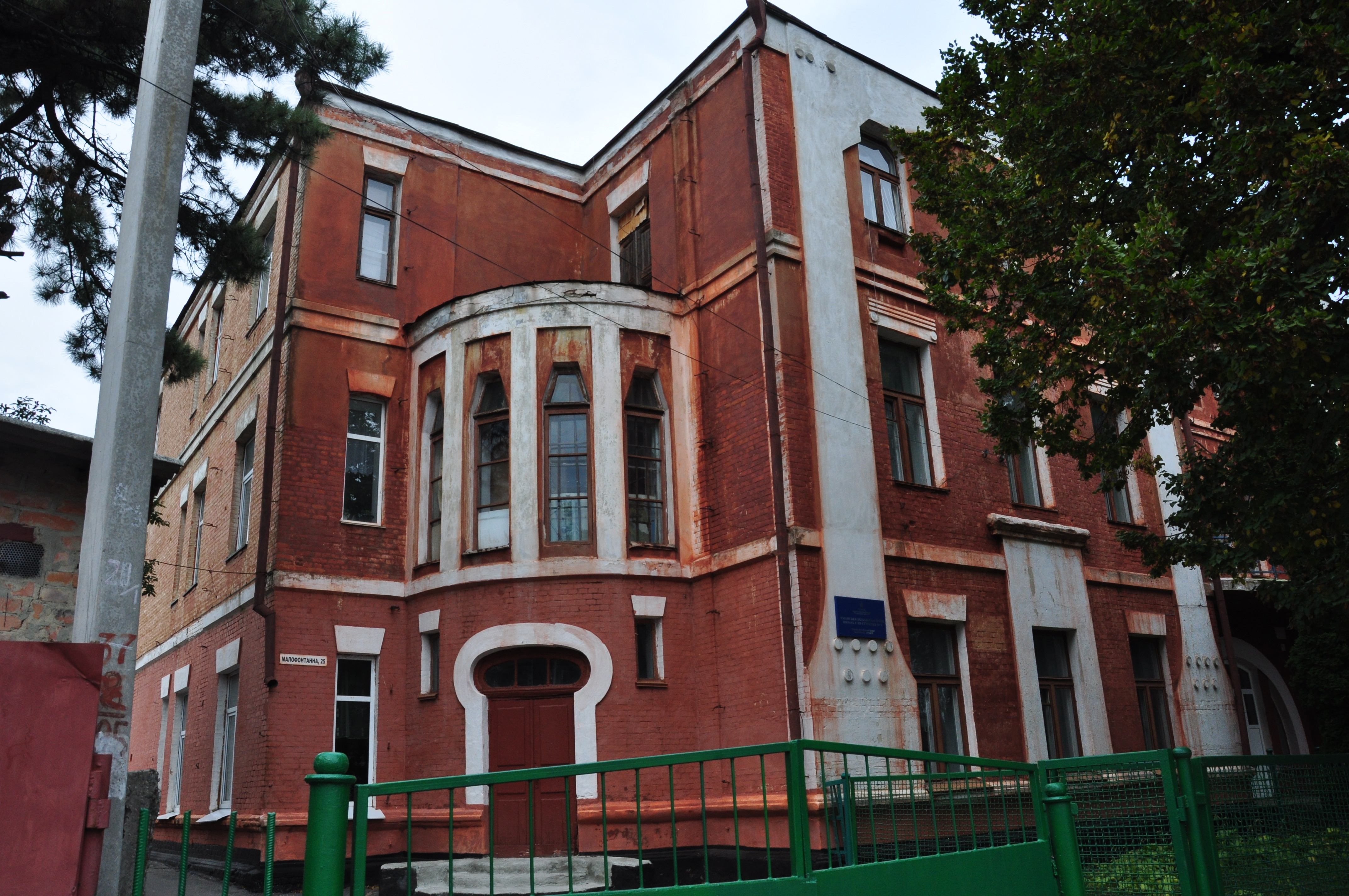
le gymnasium classé[17],
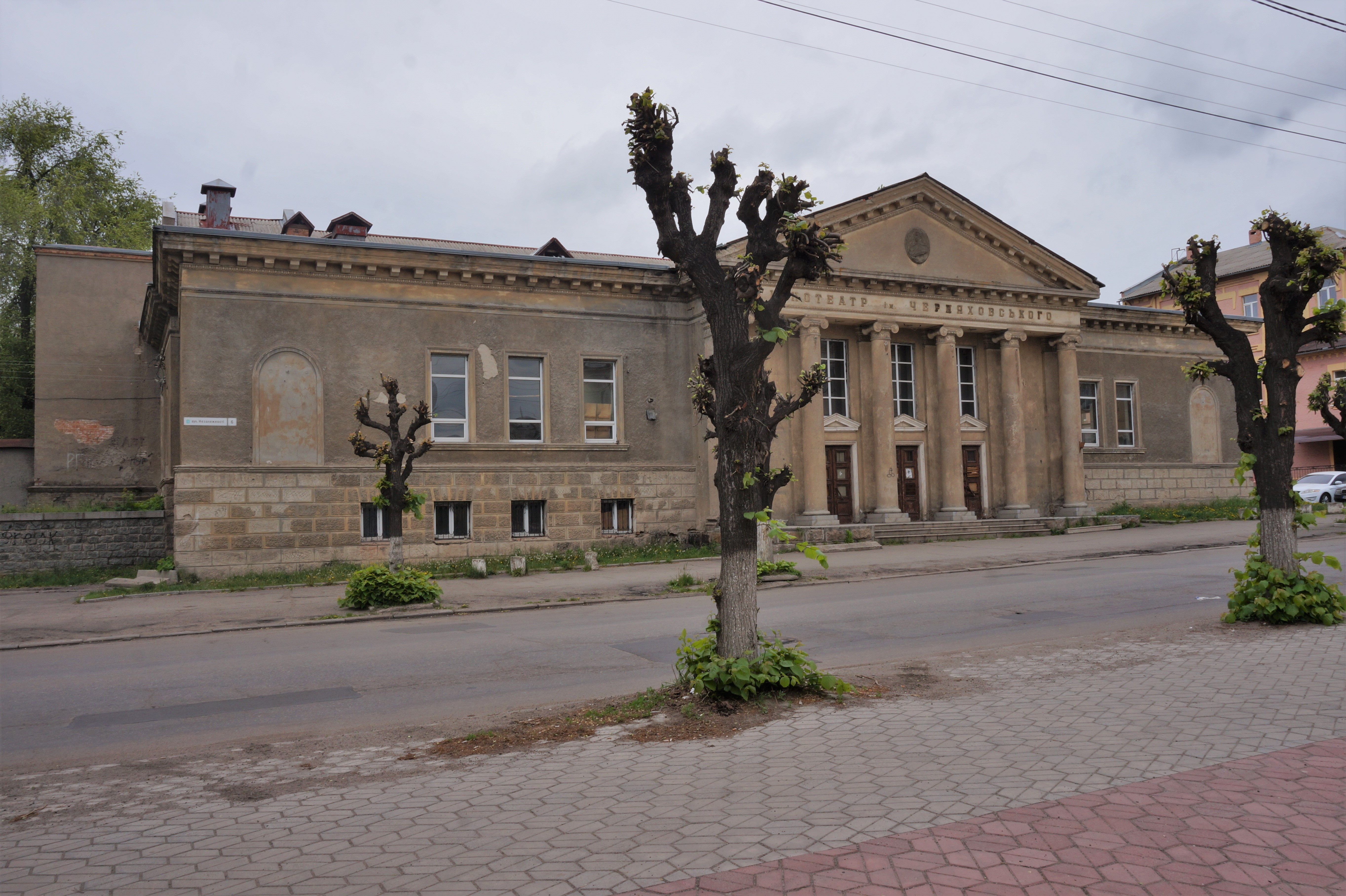
cinéma classé[18].

## Personnalités

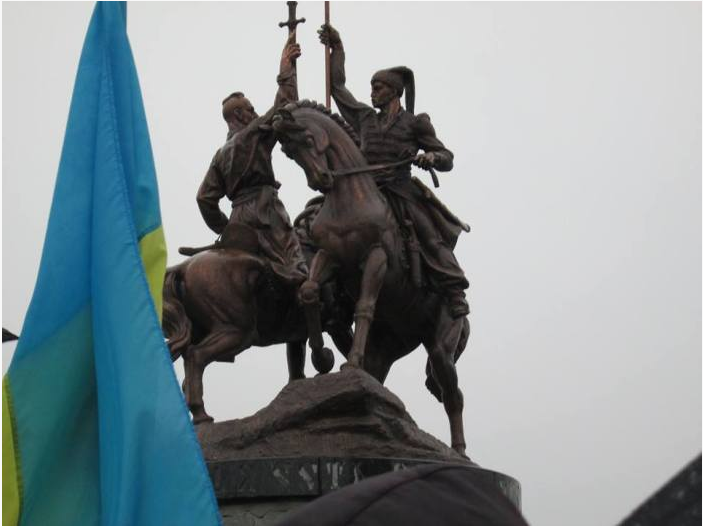
Zalizniak et Gonta, monument à Ouman.

- Nahman de Bratslav (1772-1810), rabbin, fondateur de la dynastie hassidique de Bratslav.

## Jumelages
- Ashkelon (Israël) depuis 2010
- Romilly-sur-Seine (France) depuis 1967